# 新邱区
新邱区是辽宁省阜新市下辖的一个市辖区。位于辽宁省西北部，地處阜新市東北端，東、西、南、北與阜新蒙古族自治縣環形接壤，西南與太平區毗鄰，總面積141.7平方公里。區人民政府駐街基街道新邱大街53号。

## 行政区划
新邱区下辖2个街道办事处、1个镇：
街基街道、新发屯街道和长营子蒙古族镇。
全区共有行政村9个、城镇社区13个。
长营子镇辖1个社区、9个建制村：即长营子社区、长营子村、阿金歹村、胜利村、金家洼子村、大岗岗村、七家子村、五家子村、赵家沟村、台头皋村。
街基街道办事处辖6个社区：即兴隆社区、汇丰社区、文慧社区、中兴社区、中艺社区、中盛社区。
新发屯街道办事处辖6个社区：即新发社区、海新社区、繁荣社区、益民社区、育源社区、荷花社区。

## 历史
新邱在春秋时期，属东胡地。战国属燕国。秦属辽西部，不久成为匈奴左贤王领地。三国时期，新邱全境归鲜卑慕容部。自南北朝以后，经隋、唐、宋，一直为契丹活动地区。元属懿州。明为营州左屯卫地，旋废入泰宁卫。清时，先后属土默特左翼游牧地、塔子沟东境地、三座塔厅地、朝阳地。
1958年建阜新市第三区，1959年改新邱区。
2002年4月27日，国务院（国函[2002]33号）批复同意调整阜新市部分行政区划：将细河区的长营子镇划归新邱区管辖。
2002年6月，新邱区面积127.93平方千米，人口约9.43万人。辖4个街道、1个镇：街基街道、北部街道、中部街道、南部街道、长营子镇。共有25个社区、16个行政村。
2019年1月，在新邱区露天矿的矿坑中建设了越野车赛道，投资187万元，全长1.3公里，并在同年6月，举办了“红旗小镇杯2019辽宁-阜新中国汽车场地越野锦标赛”。

## 人口
根據全國第七次人口普查數據顯示，截至2020年11月1日零時，新邱區常住人口66769人。